# Az űrtartalom mértékegységei

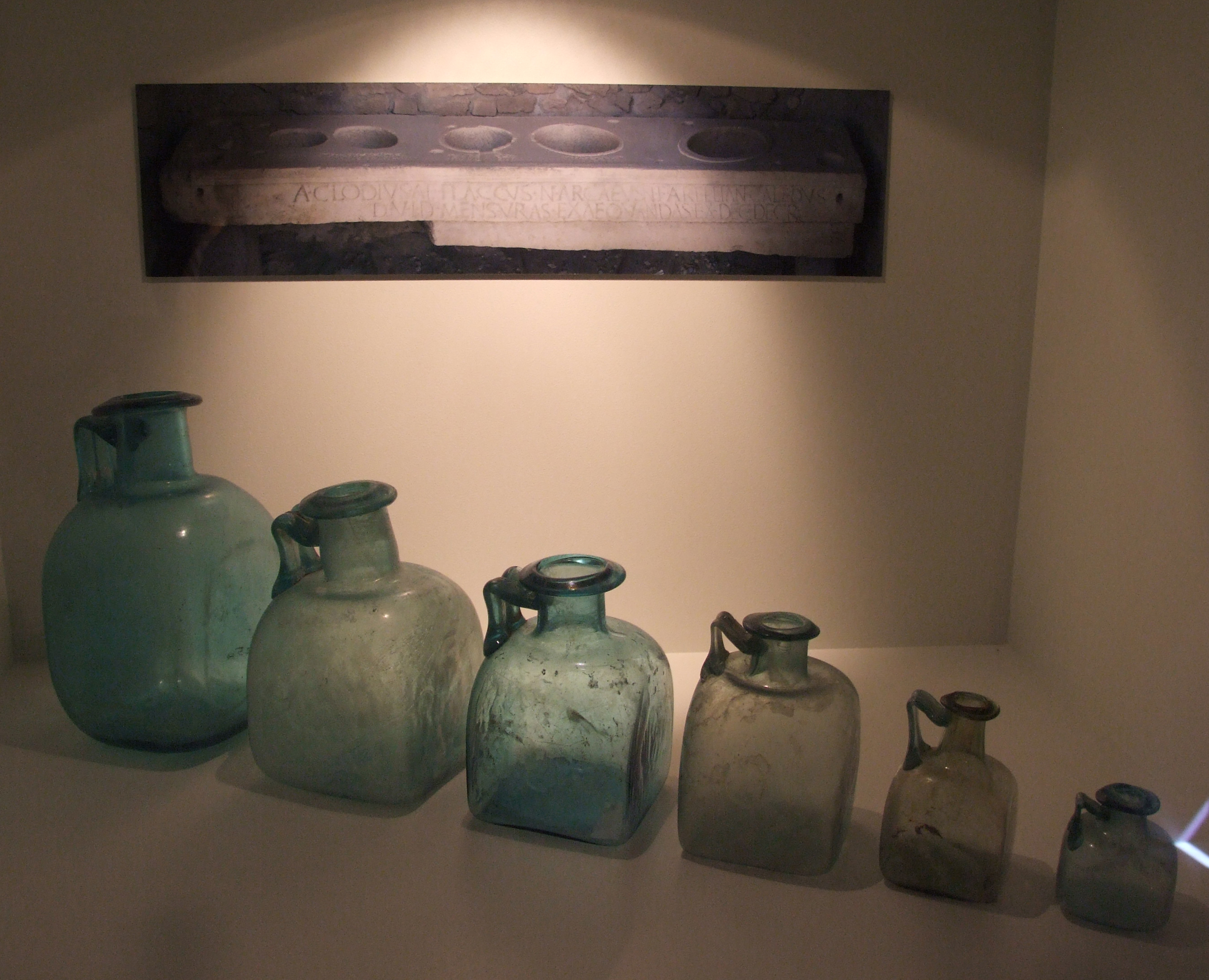
Meghatározott űrtartalmú mérőedények Pompeiiből, ezekkel ellenőrizték a súly- és térfogatmértékeket (i. e. 79)

Az űrtartalom mértéke a térfogat vagy űrtartalom mérésére szolgáló mértékegység. Ezzel mérhető egy háromdimenziós tárgy vagy hely belső térfogata. Egy adott edény űrtartalmának nagysága meghatározza, mekkora térfogatú folyadék vagy ömlesztett anyag, például víz, rizs, cukor, gabona vagy liszt fér el benne.

## Mértékegységek
Az SI-mértékegységrendszer szerint a hosszúság alapmértékegysége a méter, ebből következően az űrtartalom méréséé pedig a köbméter, ahol:
1 m3 = 1 m • 1 m • 1 m.

## Összehasonlítás
| Mértékegység    | Köbméter            | Liter               | Referenciamérték                       | Használata                                                                                               |
| --------------- | ------------------- | ------------------- | -------------------------------------- | --- |
| 1 köbméter      | = 1                 | = 1000              |                                        | SI levezetett mértékegység                                                                               |
| 1 köbdeciméter  | = 0,001             | = 1                 |                                        | |
| 1 köbcentiméter | = 0,000 001         | = 0,0010000         |                                        | motorok űrmérete, folyékony gyógyszerek, reagensek adagolása                                             |
| 1 köbkilométer  | = 1 000 000 000     | = 1 000 000 000 000 |                                        | víztestek (tavak, tengerek) térfogata, vulkáni működés anyagprodukciójának becslése, égitestek térfogata |
| 1 liter         | = 0,001             | = 1                 |                                        | a háztartásban és iparban általánosan használt, SI-rendszerben használható (de nem SI) mértékegység      |
| 1 hektoliter    | = 0,1               | = 100               |                                        | elsősorban bor és más alkoholos italok mérése (a hordó-alapú mértékegységek helyett)                     |
| 1 hordó         | = 0,158 987 294 928 | = 158,987294928     | = 42 amerikai gallon = 9702 köbhüvelyk | pl. olaj                                                                                                 |
| 1 köbláb        | = 0,028 316 846 592 | = 28,316864592      | = 1728 köbhüvelyk                      | |
| 1 gallon (US)   | = 0,003 785 411 784 | = 3,785411784       | = 8 pint (USA) = 231 köbhüvelyk        | |
| 1 pint (USA)    | = 0,000 473 176 473 | = 0,473176473       |                                        | |
| 1 köbhüvelyk    | = 0,000 016 387 064 | = 0,016387064       |                                        | |
| 1 akó           |                     | átlagosan 58        |                                        | hordók mérete vagy pl. bor                                                                               |

## Faipar

### Brit Nemzetközösség
- Hoppus, köbláb mértékegység a Brit Birodalomban és a Nemzetközösség egyes országaiban faanyag mérésére.

### Németország
- Tömörköbméter (fm), farönköknél használt mértékegység. 
  - Erntefestmeter (Efm), fák vagy erdők űrmértékére használt mértékegység, mely 10% veszteséggel számol kéregtelenítéskor és újabb 10%-kal a feldolgozásnál.
  - Vorratsfestmeter (Vfm), faanyagnál használt mértékegység, melyben benne van a kéregtelenítés.
- Raummeter (rm) vagy motti (stócolt tűzifa) = 0,7 m3 (stócolt tűzifa légteret számolva)
  - Schüttmeter vagy Schüttraummeter (halmozott fa légtérben)

### USA és Kanada
- Board foot, fűrészáru mértékegysége.
- Cord, száraz térfogat, melyet tűzifa vagy cellulózfa méréséhez használnak.
- köbyard egyenlő 27 köblábbal.

## Fordítás
Ez a szócikk részben vagy egészben  az   Unit of volume című angol Wikipédia-szócikk ezen változatának fordításán alapul.  Az eredeti cikk szerkesztőit annak laptörténete sorolja fel. Ez a jelzés csupán a megfogalmazás eredetét és a szerzői jogokat jelzi, nem szolgál a cikkben szereplő információk forrásmegjelöléseként.